# Hugo Schönberger
Josef Hugo Schönberger, genannt Hugo Schönberger, (* 12. Oktober 1838 in Prag, Kaisertum Österreich; † 12. Juni 1900 in Ischl, Österreich-Ungarn) war ein österreichischer Exportkaufmann und Handelsrepräsentant.
Er ist der Sohn des angesehenen Prager Altstadt-Kaufmanns Franz Anton Schönberger (1811–1886) und der Bruder des Geschäftsmannes und Diplomaten Richard Schönberger (1846–1921), sowie des Exportkaufmanns und Handelsrepräsentanten Victor von Schönberger (1844–1893).

## Leben
Hugo Schönberger wurde am 12. Oktober 1838 in Prag geboren und kam nach dem Besuch des dortigen Gymnasiums im Jahre 1862 nach Wien, wo er anfangs als Disponent im Kolonialwarengeschäft „Gebrüder Mayer“ tätig war. Gemeinsam mit seinem jüngeren Bruder Victor führte er ab 1870 das Export- und Kommissionsgeschäft „Gebrüder Schönberger“, das vor allem von Aufträgen der siamesischen Regierung (unter anderem angebliche Waffenexporte) und wohl auch von Victors Kontakten nach Übersee profitierte. Im Jahre 1873 wurde Hugo Schönberger zum Generalkonsul von El Salvador ernannt, um die Interessen der dortigen Regierung auf der Wiener Weltausstellung wahrzunehmen. Aufgrund geschäftlicher Überlastung und vermutlich günstigerer ökonomischer Aussichten legte er sein Amt als Generalkonsul von El Salvador im Jahre 1879 nieder. Vermutlich auf indirekte Empfehlung seines anderen Bruder Richards trat er ab 1881 als Honorarkonsul des Königreich Siams in Erscheinung. Diese Tätigkeit übte er bis 1897 aus und war unter anderem auch als Honorarkonsul beim Besuch des siamesischen Königs Chulalongkorn im Jahre 1897 organisatorisch tätig. In den Jahren 1897 bis 1900 war er daraufhin Honorargeneralkonsul des Königreichs Siam in Wien. Nach dem Tod seines Bruders Victor im Jahre 1893 übernahm er ab 1894 auch dessen hawaiianisches Konsulat und das noch immer bestehende Exportgeschäft als Alleininhaber. Neben zahlreichen siamesischen Ehrentiteln und hawaiianischen Orden erhielt Hugo Schönberger, der sich um den österreichischen Export nach Ostasien verdient gemacht hatte, im Jahre 1881 das Ritterkreuz des Franz-Joseph-Ordens. In seinem Amt als Honorargeneralkonsul von Siam verstarb Schönberger am 12. Juni 1900 61-jährig in Ischl.